# 비봉면 (완주군)
비봉면(飛鳳面)은 대한민국 전북특별자치도 완주군의 면이다.

## 개요
비봉면은 완주군의 북부 지역에 자리 잡고 있으며 전형적인 산간형 농천지역으로 임야가 78%를 차지하고 있다. 인근에는 백제예술대학과 익산 나들목이 위치하고 논산시, 익산시, 전주시를 연결하는 요충지역으로 접근성이 용이한 지리적 이점을 이용한 펜션, 홈스테이마을 조성과 천호성지를 연계한 브랜드 개발을 통한 도시민의 체험형 휴식공간을 조성 지역민의 농외 소득을 증가시키고, 지역의 특산품인 상추, 수박, 복분자, 방울토마토의 브랜드 파워 강화를 통한 고부가가치를 창출하여 때 묻지 않은 청정하고 차별화된 지역으로 개발하고 있다.

## 행정 구역
- 내월리
- 대치리
- 백도리
- 봉산리
- 소농리
- 수선리
- 이전리

## 교육
- 비봉초등학교 (소농리)
- 고산초등학교 수선분교 (폐교) - 비봉면 눈기러기로 528 (수선리)

## 위치
비봉면은 동경 127도 07분(내월리)~ 13분(이천리),북위 36도 03분(대치리)~35도 58분(동산리)사이에 위치한다.동서 약 8km,남북 약 11km로 동서보다 남북이 약간 긴 모습을 하고 있다.
비봉면의 가장 북쪽 끝은 대치리 대홍마을(동경 127도 08분/북위 36도 03분)이며,남쪽 끝은 봉산리 봉산마을(동경 127도/북위 35도 58분),동쪽 끝은 이전리 구하마을(동경 127도 13분/북위 35도 01분),서쪽 끝은 내월리 천호마을(동경 127도 07분/북위 35도 02분)이다.